# Kwesi Ahoomey-Zunu
Kwesi Ahoomey-Zunu (Lomé, 1 de dezembro de 1958) é um político togolês. Ele foi nomeado primeiro-ministro em julho de 2012, exercendo o cargo até junho de 2015.

## Biografía
Ahoomey-Zunu frequentou a Tokoin High School, um distrito em Lomé. Possui mestrado em Relações Internacionais (Direito das Relações Internacionais) e graduação em Direito Público e Planejamento. 
Ele é membro da Convergência Patriótica Pan-Africana (CPP) fundada por Edem Kodjo. De 1988 a 1994, foi secretário da Comissão Nacional de Direitos Humanos (CNDH). De 1994 a 1999, Ahoomey-Zunu foi membro da Assembleia Nacional. De 1993 a 2005, foi membro da Comissão Eleitoral Nacional Independente, 2000-2002, da qual foi presidente. Ahoomey-Zuno foi ministro da Administração do Território de setembro de 2006 a dezembro de 2007 na empresa Yawovi Agboyibo. De março de 2011 a julho de 2012, foi Ministro do Comércio e Promoção do Setor Privado. De janeiro de 2008 a julho de 2012, foi Secretário Geral do Presidente. 
Em 11 de Julho de 2012, o primeiro-ministro Gilbert Houngbo anunciou sua demissão na sequência de manifestações contra a proposta de alteração da lei eleitoral de seu governo. Ahoomey-Zunu foi Presidente Faure Gnassingbé apontado como o novo primeiro-ministro em 19 de Julho, e assumiu o cargo em 23 de julho. Em 31 de julho, ele apresentou seus 31 funcionários do gabinete. 
Após a re-eleição do presidente Faure Gnassingbe, em abril de 2015, Komi Selom Klassou nomeado sucessor Ahoomey-Zunu 05 de junho de 2015. [9] Klassou tomou posse como primeiro-ministro em 10 de Junho de 2015.